# Delaossa
Delaossa, pseudonimo di Daniel Martínez de la Ossa Romero (Malaga, 23 giugno 1993), è un rapper spagnolo.

## Biografia
Originario del quartiere di Malaga El Palo, Daniel Martínez de la Ossa Romero inizia pubblicare demo nel 2010, fondando in seguito, assieme rapper Easy e al produttore Laps, il gruppo Skill Leaders, con cui pubblica gli album Skillbill ed El oasis, affermandosi tra le realtà più importanti dell'hip hop a Malaga.
Intrapresa una carriera solista, nel 2016 pubblica l'EP di quattro tracce El Palo nº1, seguito, il 28 aprile 2019, dal primo album in studio Un perro andaluz, prodotto interamente da J.Moods. Nel 2020 esce l'EP La Tour Liffee, mentre nel 2022 è la volta di Playa Virginia, formato da 7 brani.
Dopo un periodo di pausa, ritorna sulla scena il 20 marzo 2025 pubblicando il secondo album La madrugá, che vede la partecipazione di artisti come Nicki Nicole, Cruz Cafuné, Recycled J, Quevedo e Andrés Calamaro e raggiunge la seconda posizione in classifica.

## Discografia

### Da solista

#### Album in studio
- 2019 – Un perro andaluz
- 2025 – La madrugá

#### EP
- 2016 – El Palo nº1
- 2020 – La Tour Liffee
- 2022 – Playa Virginia

### Con gli Skill Leaders
- 2012 – Skillbill
- 2015 – El oasis